# Старотарновицький замок
Старотарновицький замок (пол. Zamek w Starych Tarnowicach) — замок у місцевості Старі Тарновиці, яка в наш час є частиною міста Тарновські Гори Сілезького воєводства у Польщі. 

## Історія
Перша лицарська садиба в Старих Тарновицях була розташована біля парафіяльного костелу. На тому місці дотепер зберігся невеликий пагорб, який є залишком колишнього лицарського укріплення — можливо, резиденції Адама де Тарновіце — найдавнішого відомого мешканця поселення, згаданого в документах між 1310 та 1351 роками. Пізніше Тарновицями володів Свенчислав, придворний олесницького князя Конрада II, який у 1369 році був призначений примирювачем у суперечці про поділ Битомського князівства. Останні відомі лицарі з Тарновиць — лицар Самбор, згаданий у 1411 році, та Миколай і Теодор Влодки гербу Сулима, згадані у 1415 році.  
Лицарська садиба існувала ще у XIV і XV століттях, а у XVI столітті замість неї, на новому місці, було споруджено замок у стилі ренесансу з подвір’ям та клуатрами. Фундатором будівництва нового замку ймовірно була лицарська родина Влодків або Петро Врох, який володів маєтком у 1525 році. У подальшому замок неодноразово перебудовували. Серед іншого, у процесі перебудов було замуровано клуатри, перебудовано в'їзний коридор та збільшено північне крило. 
У 1820 році Готліб фон Бюттнер продав замок графу Каролю Лазарю Генкелю фон Доннерсмарку з Сверкляньця. Граф Гвідо Генкель фон Доннерсмак перетворив тарновицькі маєтності, разом з рептецькими, на ординацію для свого молодшого сина Крафта, який успадкував її в 1916 році. Він не мешкав у замку, а натомість вибрав для своєї садиби новий палац, збудований поблизу Репт. 
Після Другої світової війни замок було націоналізовано, він став власністю Польської народної республіки. Протягом наступних десятиліть він дедалі більше занепадав.  

## Сучасність
У 2000 році власниками замку стали Райнер та Кристина Смоложі, які здійснили повне реновацію замку та його околиць. У замку було встановлено ренесансний портал з датою 1545 року, що походить з палацу в Плоніні. З того ж палацу походить альтанка, встановлена у замковому парку. 
Наприкінці 2010 року реновацію було завершено. У червні 2011 році тут було офіційно відчинено Центр мистецтв та ремесел. 

## Світлини

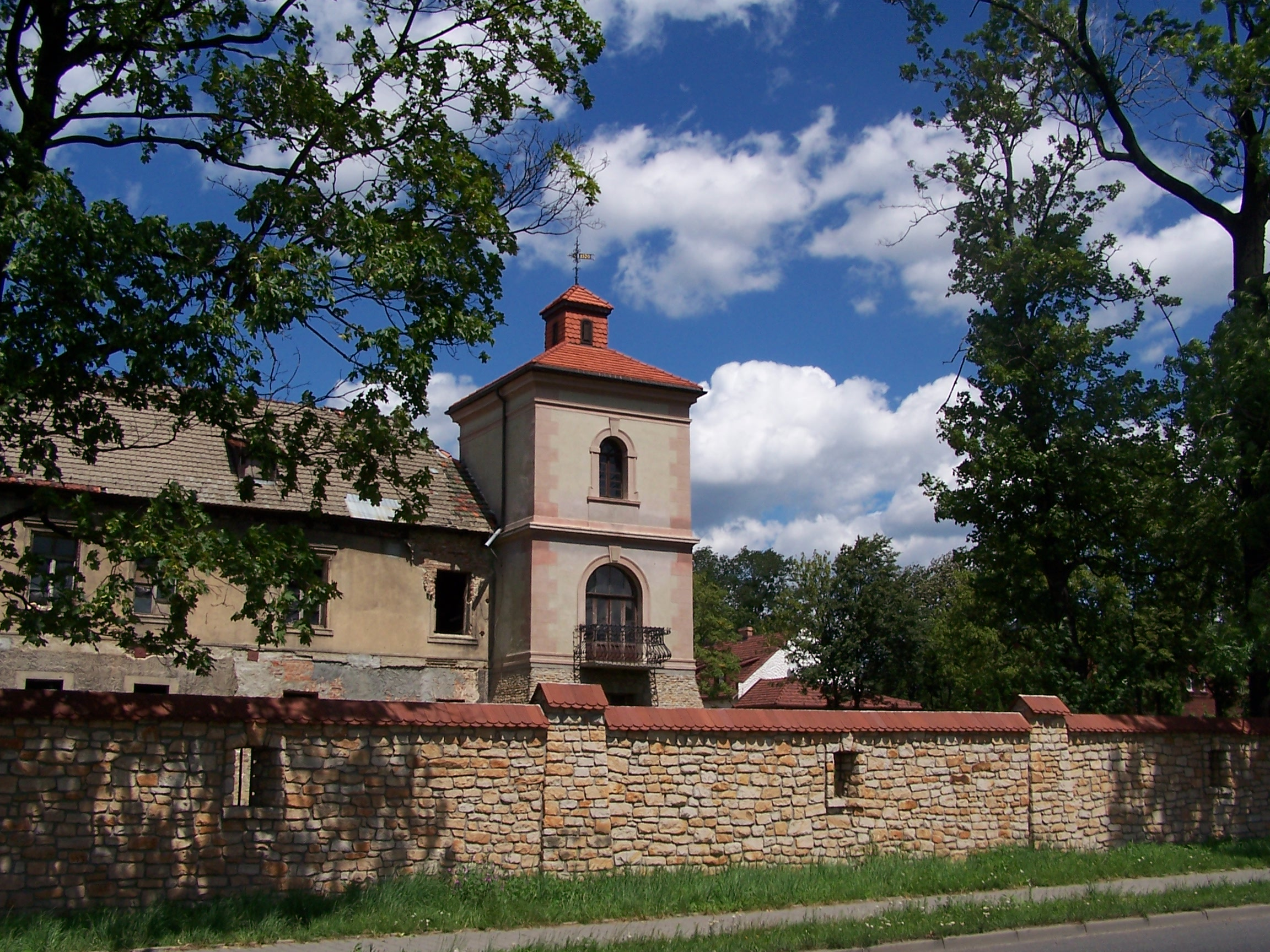
Вигляд замку
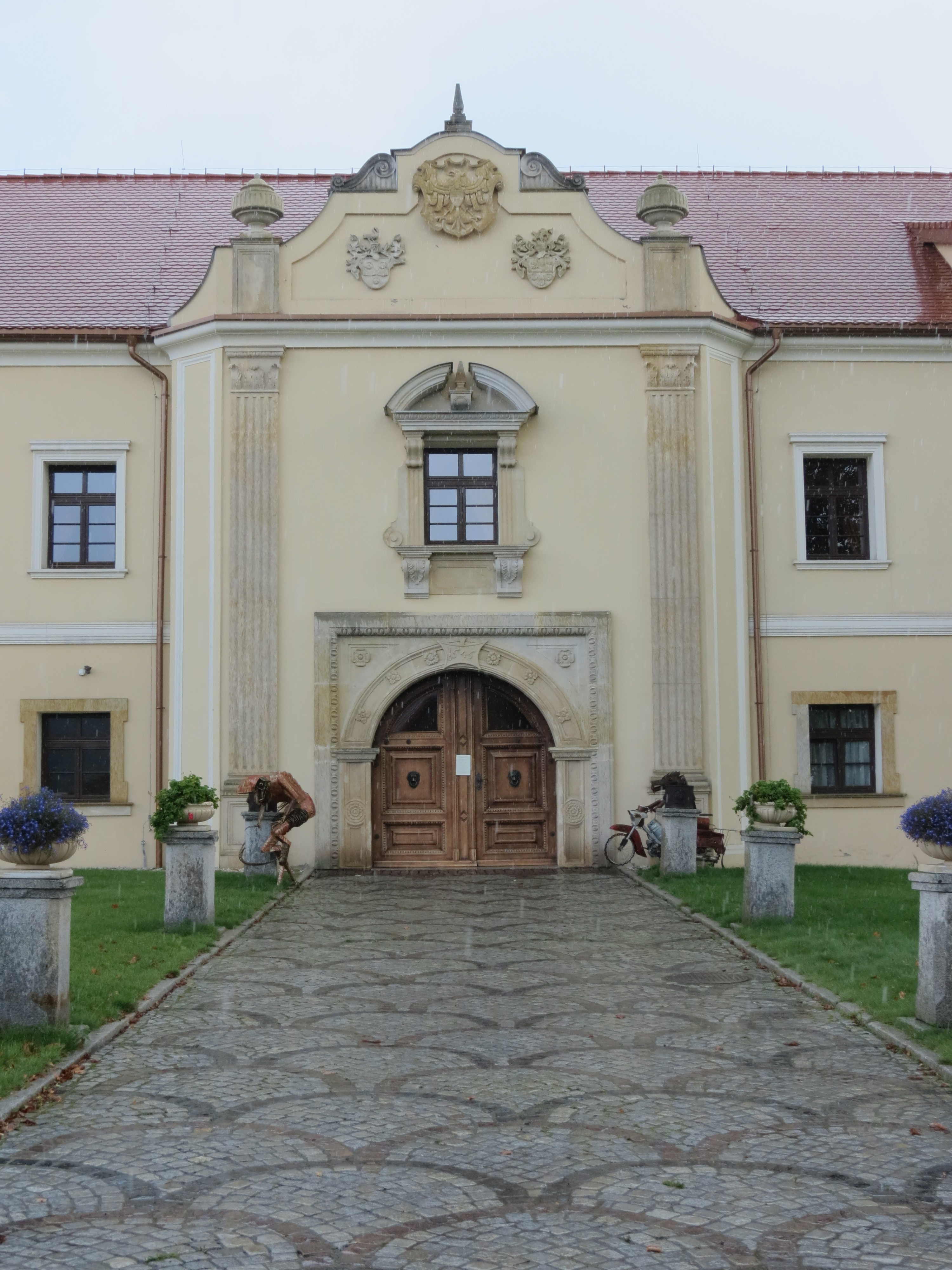
Західний вхід до замку з ренесансним порталом з Плонінського палацу
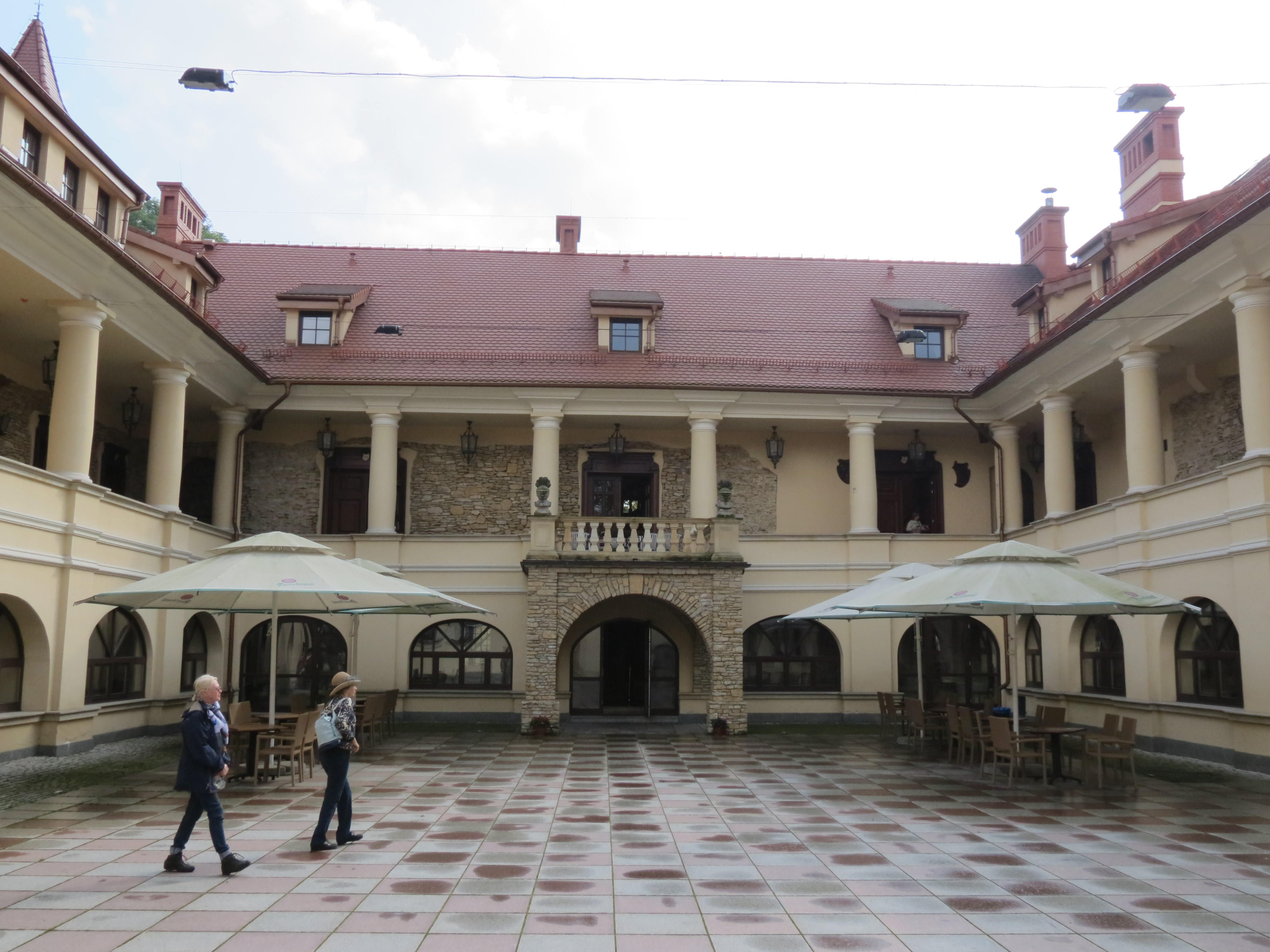
Подвір'я замку
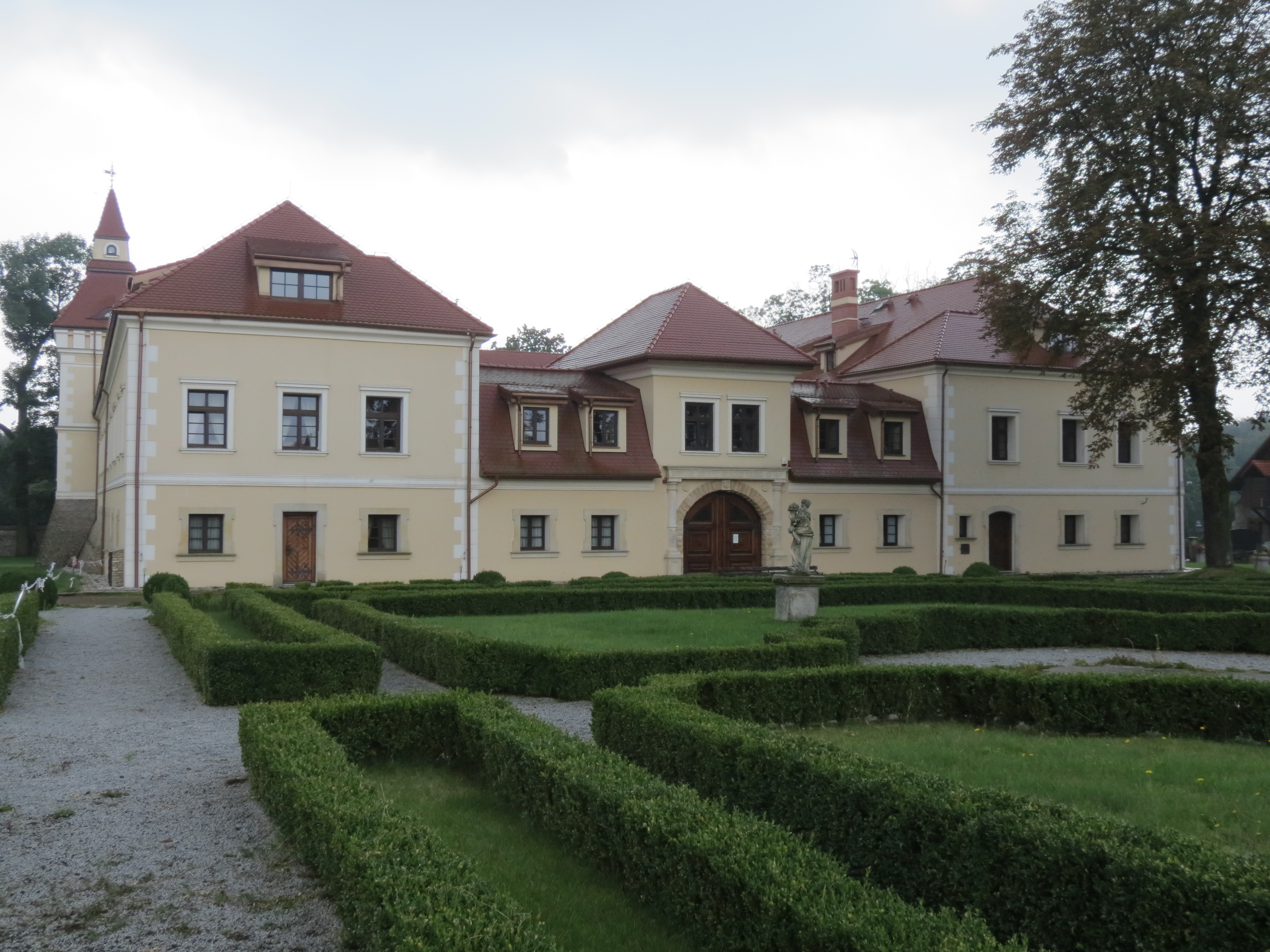
ПІвнічний фасад замку
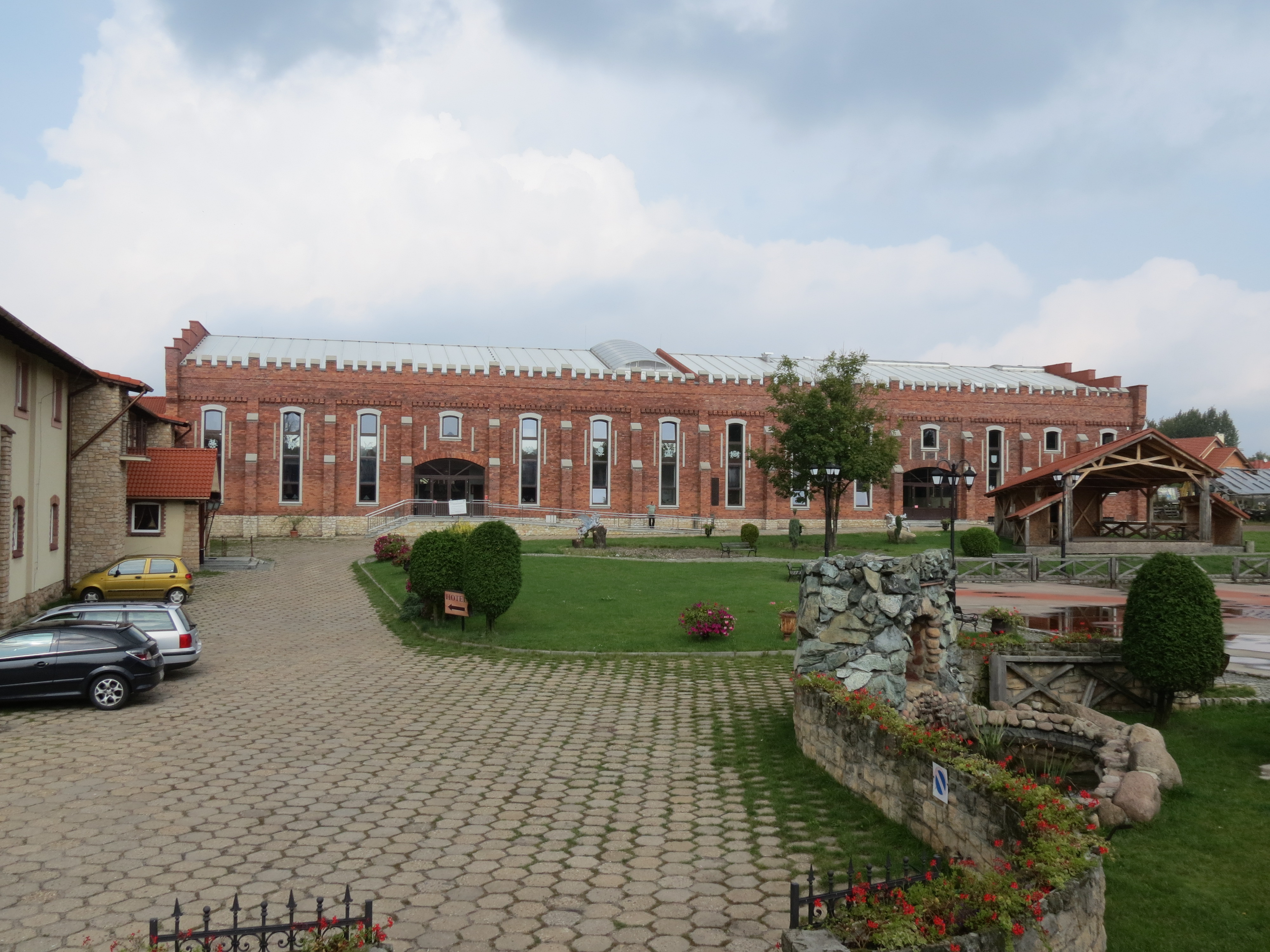
Стодола
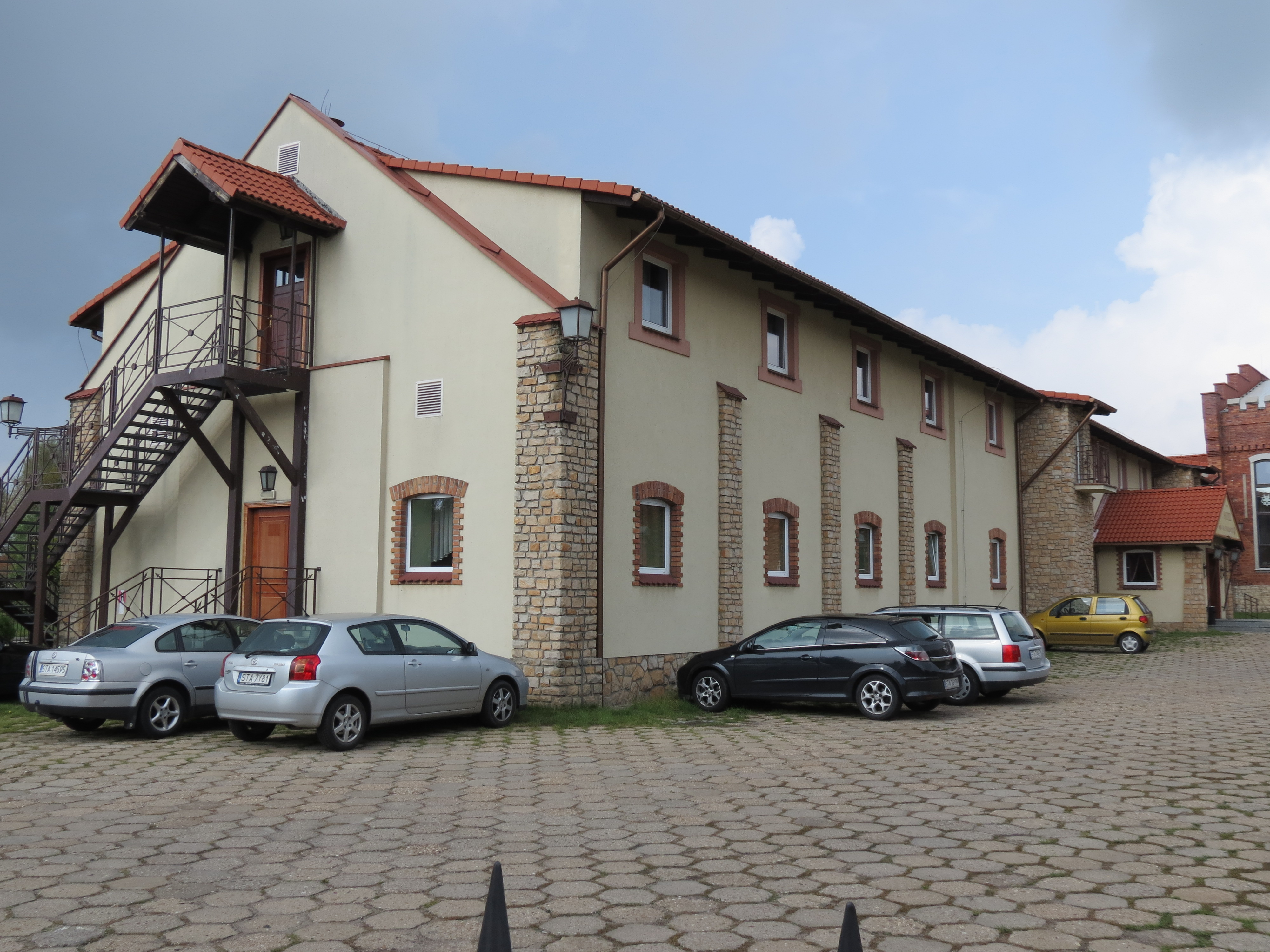
Обора (в наш час - готель)
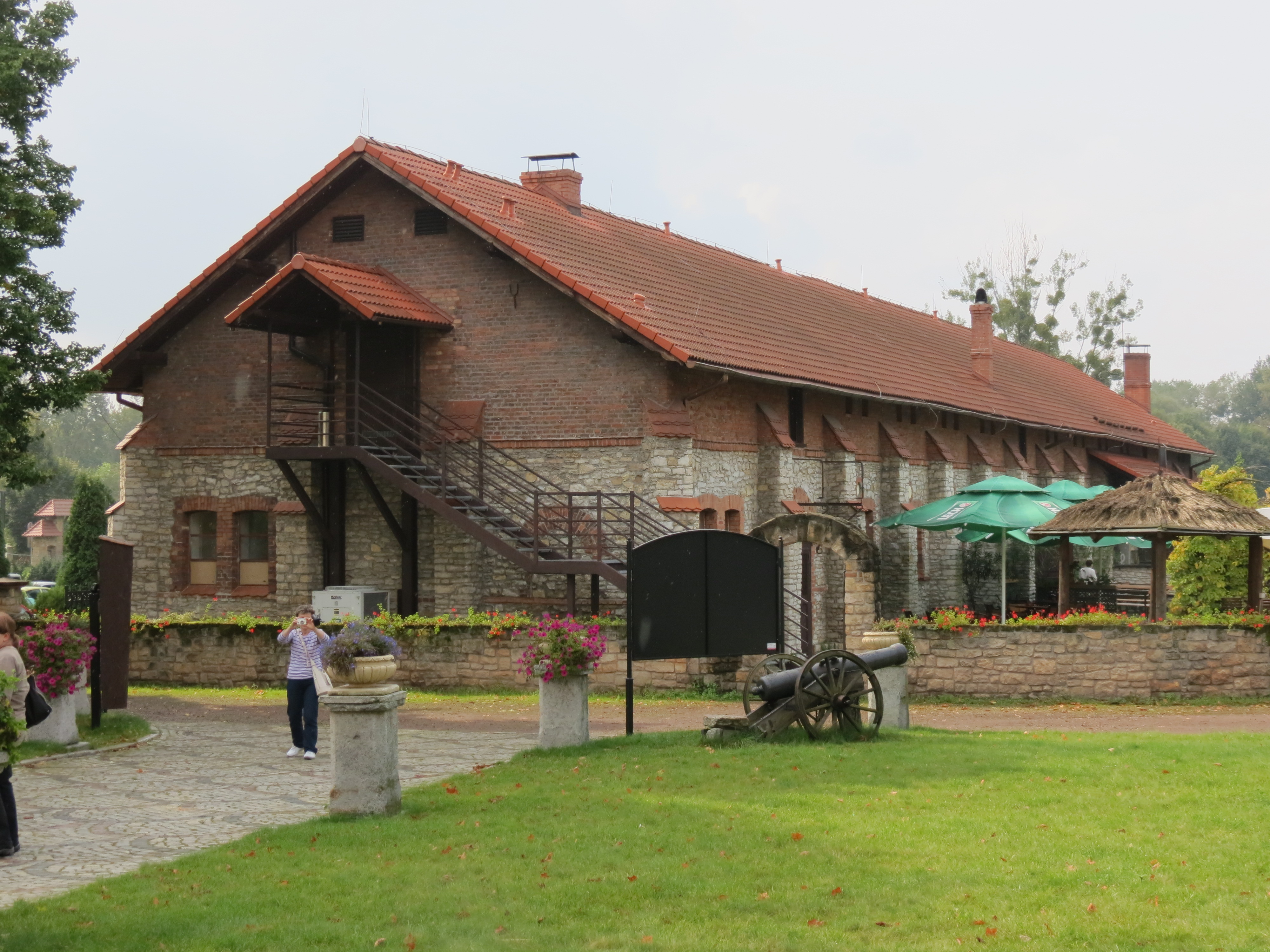
Стайня (в наш час - господа)